# Медіасистема Японії
До комунікаційних засобів масової інформації Японії належать численні теле та радіо мережі, а також газети та журнали в Японії. Здебільшого, телевізійні мережі були створені на основі капіталовкладень існуючих радіомереж. Здебільшого, різноманітні шоу, серійні драми та новини складають великий відсоток японських вечірніх шоу. Також показані західні фільми, багато з яких мають підканал для англійської мови. На всіх телеканалах є кабелі та супутники (з японськими субтитрами).

## Телевізійні мережі
1. NHK є громадською службою мовлення. Компанія фінансується за рахунок «глядацьких зборів», подібних до системи ліцензійних платежів, яка використовується у Великій Британії для фінансування BBC. NHK навмисно підтримує нейтральну звітність як громадська радіостанція, навіть відмовляючись згадати торгові марки. NHK має 2 наземних телевізійних канали, на відміну від інших телевізійних мереж (у Токійському регіональному каналі 1 (NHK General TV) та каналі 3 (NHK Educational TV).
2. Nippon Television Network System (NNS) / Nippon News Network (NNN), очолювана Nippon Television (НТВ). У Токійському регіоні, канал 4. Приєднаний до газети Yomiuri Shimbun.
3. Холдингова компанія Tokyo Broadcasting System володіє станцією Tokyo Broadcasting System (TBS) (яка транслюється на національному рівні) Japan News Network (JNN), яка постачає програми новин TBS та іншим філіям. У Токійському регіоні канал 6. Дочірня газета Mainichi Shimbun.
4. Fuji Network System (FNS) та Fuji News Network (FNN) поділяють флагманську станцію Fuji Television. У Токійському регіоні, канал 8. Частина Fujisankei Communications Group, keiretsu, яка також має газету Sankei Shimbun.
5. TV Asahi Network / All-Nippon News Network (ANN), яку очолює телеканал Asahi. Приєднаний до газети Asahi Shimbun. У Токійському регіоні канал 10.
6. Телеканал Tokyo Network (TXN), очолюваний TV Токіо. Має зв'язки з газетою Nihon Keizai Shimbun. У Токійському регіоні канал 12.

## Радіостанції

### AM радіо
1. NHK Radio 1, NHK Radio 2
2. Japan Radio Network (JRN) — Flagship Station: TBS radio (TBSラジオ)
3. National Radio Network (NRN) — Flagship Stations: Nippon Cultural Broadcasting (文化放送) and Nippon Broadcasting System (ニッポン放送)
4. Radio Nikkei це незалежна трансляція короткохвильових радіостанцій по всій країні на двох каналах контенту.

### FM радіо
1. NHK-FM
2. Japan FM Network (JFN) — Tokyo FM Broadcasting Co.,ltd.
3. Japan FM League — J-Wave Inc.
4. MegaNet — FM Interwave (InterFM)

## Журнали

### Щотижневі журнали
1. Aera (アエラ)
2. Friday (フライデー) — фото журнал
3. Josei Jishin (女性自身) — журнал для жінок
4. Nikkei Business (日経ビジネス) — економічний журнал
5. Shūkan Asahi (週刊朝日) — ліберальний журнал
6. Shūkan Economist (週刊エコノミスト) — економічний журнал
7. Shūkan Kinyoubi (週刊金曜日) — сильно ліберальний
8. Shūkan Bunshun (週刊文春) — консервативний журнал
9. Shūkan Diamond (週刊ダイヤモンド) — економічний журнал
10. Shūkan Gendai (週刊現代)
11. Shūkan Josei (週刊女性) — журнал для жінок
12. Shūkan Post (週刊ポスト) — консервативний журнал
13. Shūkan Shinchou (週刊新潮) — консервативний журнал
14. Shūkan Toyo Keizai (週刊東洋経済) — економічний журнал
15. Spa! (スパ!).
16. Sunday Mainichi (サンデー毎日) — ліберальний журнал

### Щомісячні журнали
1. Bungei Shunjuu (文藝春秋) — консервативний журнал
2. Chuuou Kouron (中央公論) — Affiliated with the Yomiuri Shimbun консервативний журнал
3. Seiron (正論) — Published by the Sankei Shimbun Company консервативний журнал
4. Sekai (世界) — прогресивний журнал

## Газети

### Національні газети
1. Yomiuri Shimbun (読売新聞). Консервативна газета. Займає переше місце в щоденному тиражі з обгом приблизно 10 мільйонів газет. The Yomiuri обмінялась спеціальним контрактом з The Times. Є дочірньою Nippon Television.
2. Asahi Shimbun (朝日新聞). Прогресивна газета. Займає друге місце в щоденному тиражі з обігом приблизно 7 мільйонів газет. Відома як антиамериканська і прокитайська газета. Є дочірньою газетою TV Asahi.
3. Mainichi Shimbun (毎日新聞). Прогресивна газета. Займає третє місце в щоденному тиражі з обігом приблизно 4 мільйони газет. Є дочірньою газетою Tokyo Broadcasting System.
4. Nikkei Shimbun (日本経済新聞). Економічна газета в стилі The Wall Street Journal, консервативна з центрально-правими поглядами. Займає четверте місце в щоденному тиражі з обігом 3 мільйони газет. Є дочірньою газетою TV Tokyo.
5. Sankei Shimbun (産経新聞). Реактивна газета, проамериканська та антикитайська газета. Займає шосте місце в щоденному тиражі з обігом 2 мільйони газет. Є дочірньою газетою Fuji Television.

### Регіональні газети
Газета Tokyo Shimbun (東京新聞) в регіоні Канто та Газета Chunichi Shimbun (中日新聞) в регіоні Тюбу обидві належать Chunichi company і мають сукупний тираж, який ставить їх четвертими на національному рівні. Іншими відомими національними газетами є Nishinippon Shimbun (西日本新聞) в Кюсю, Hokkaido Shimbun (北海道新聞) в Хоккайдо, Kahoku Shimpo (河北新報) в Тохоку.

### Спеціальні газети
Серед нішевих газет є такі публікації, які широко поширені Nikkan Kogyo Shimbun (Daily Business and Technology Daily News), буддистська організація Sōka Gakkai's, щоденна організація Seikyo Shimbun (聖教 新聞) та Shimbun Akahata (комуністична партія Японії). Інші ніші включають газети, повністю присвячені прогнозуванню кінних перегонів. Один з найвідоміших газет у жанрі — книга Кейба (競 馬 ブ ッ ク). Shukan Go (週 본 碁) — це щотижнева газета, яка охоплює результати професійних турнірів Go і містить натяки на стратегію Go.

### Заборона в японських газетах
Претензії упередженості у ЗМІ у японських газетах та основних ЗМІ в цілому часто виявляються в блогах та правосторонніх Інтернет-форумах, де «ЗМІ» (masu-komi японською) часто називають «масовим сміттям» (masu-gomi). Під цим гаслом була проведена демонстрація в Токіо 24 жовтня 2010 р., За повідомленнями, перша демонстрація в Японії, яка буде організована в Twitter.
Серед широкої громадськості довіра до преси потерпала після кризи Fukushima Daiichi Nuclear Power Plant, коли репортери не змогли достатньо натиснути урядові та галузеві джерела для отримання додаткової інформації, а офіційні повідомлення виявилися неточними або просто неправильними. Кадзуо Хізумі, журналіст, який звернувся до адвоката, докладно викладає структурні проблеми у своїй книзі «Masukomi wa naze masugomi to yobareru no ka?» (Чому мас-медіа називають «масовим сміттям»?), який стверджує, що складна мережа установ, таких як елітні бюрократи, судова влада, система освіти, правоохоронна діяльність та великі корпорації, кожна з яких може і прагне отримати вигоду від підтримання статус-кво, формує засоби масової інформації та комунікації таким чином, щоб контролювати японську політику та заважати критичному мисленню.

## Ключові станції: телебачення та радіо
У Японії існує п'ять радіомовних станцій, які лідирують у мережі комерційного мовлення. П'ять станцій — Nippon Television, Tokyo Broadcasting System, Fuji Television, TV Asahi і TV Tokyo. Їх головні офіси знаходяться в Токіо, і їх називають заікьйо кі кйоку (在 京 キ ー 局, Key stations в Токіо) або ки-кьоку (キ ー 局, Key stations). Стаціонарні станції створюють новинні шоу та розважальні програми, а також оптом продають їх місцевим транслюючим станціям за допомогою мереж.
Хоча місцеві радіостанції також виробляють програми, використання ключових станцій дуже велике, і 55,7 % загальних продажів телевізійної програми у 2002 фінансовому році (квітень 2002 р. — березень 2003 р.) були продані ключовими станціями. Крім того, мережі сильно пов'язані з газетними видавничими компаніями, і вони дуже сильно впливають на засоби масової інформації. З цієї причини їх часто критикують. Окрім того, дочірні компанії ключових станцій проводять трансляцію та розповсюдження Інтернетом. Визначення ключової станції дещо змінилося в останні роки.

## Основні принципи роботи теле та радіокомпаній
У Японії кожна телекомпанія (крім NHK та Radio Nikkei), яка транслює наземні телевізійні передачі, має призначений регіон мовлення. У статті 2 Закону про мовлення Японії (放送 法) Міністерство внутрішніх справ та комунікацій визначає фіксовану зону, де трансляція однієї програми для кожної класифікації трансляції одночасно є одержаною. Отже, мовна компанія створює мережу з іншими регіонами, і з цією мережею встановлюється обмін новинами чи програмами. Телекомпанії, які надсилають багато програм до цих мереж, називаються ключовими станціями.
В даний час радіостанції, розташовані в Токіо, надсилають програми для всієї країни. Тим не менш, хоча Tokyo MX знаходиться в Токійському регіоні, це лише незалежна станція УКХ у Токіо. Радіостанції в Нагої та інших районах старші, ніж в Токіо. Проте для того, щоб задовольнити великі витрати на розробку програм, в Токіо були створені ключові станції для продажу програм по всій країні. Деякі місцеві станції мають більш високий показник прибутку, оскільки вони можуть просто купувати програми з мереж.

## Ключові підстанції
Оскільки радіостанції, які призначають головні офіси в регіоні Кансай (особливо в Осаці), мають рамку програми в перший час і т. д. І відправляють багато програм згодом до кі кіоку, вони називаються джон кі кіок (準 キ ー 局, ключові підстанції).